# 63ª Brigada Mecanizada Independiente (Ucrania)
La 63ª Brigada Mecanizada Separada (63rd Separate Mechanized Brigade) es una unidad de tropas mecanizadas de las Fuerzas Terrestres de las Fuerzas Armadas de Ucrania .
Fue creado después del inicio de la guerra ruso-ucraniana en 2014 como una unidad militar tripulada del Cuerpo de Reserva . Después de la invasión rusa en 2022, fue desmovilizado. A partir de 2025, participa en las hostilidades en la dirección Limán ( región de Donetsk ) como parte del 11º Cuerpo de Ejército de las Fuerzas Terrestres de las Fuerzas Armadas de Ucrania .

## Historia

### Creación
La 63ª brigada mecanizada independiente se formó sobre la base de una directiva conjunta del Ministerio de Defensa de Ucrania y el Estado Mayor de las Fuerzas Armadas de Ucrania del 14 de marzo de 2017. El 23 de julio de 2017 se dictó orden por el comandante de la Brigada Nº1. 
En octubre de 2017, la brigada realizó ejercicios de coordinación de combate y la preparación de sus unidades para el uso operativo en uno de los polígonos. En septiembre de 2019, fue involucrada en el ejercicio estratégico de mando y estado mayor "Voluntad Cossaca". El personal demostró una gran destreza, espíritu de combate y la capacidad de ejecutar las tareas asignadas de manera eficaz.   

### Invasión rusa 2022
En el momento de la invasión a gran escala de la Federación Rusa, la 63ª brigada se mantenía con un personal de plantilla. Desde el 26 de febrero de 2022, comenzó su despliegue de movilización. Desde el inicio de la invasión rusa a gran escala, comenzaron a llegar voluntarios y reclutados desde los centros de reclutamiento y los puntos de movilización. En tres días, la brigada se completó con personal, aceptando a miles de voluntarios (más del 90% del personal) y comenzó a recibir armas y equipo. Los civiles de ayer, que según la convocatoria de movilización se unieron a las filas de la brigada, en un corto período se convirtieron en verdaderos soldados y defensores del pueblo ucraniano. Debido a la intensidad de los combates, el mando militar tomó la decisión de involucrar de inmediato a las unidades de la brigada en la repulsión del avance enemigo.

### Bautismo de fuego
Desde principios de marzo hasta el 15 de abril de 2022, la brigada cumplió con tareas de cobertura de la sección fronteriza de Ucrania en los territorios de las regiones de Volinia y Rivne, como parte de la OUV "Volinia". Desde abril hasta octubre de 2022, la brigada liberó territorios de la región de Nikolaiv: las unidades de la brigada participaron en los combates por los asentamientos de Blahodatne, Maksymivka, Shyroke y Snihurivka. El 29º Regimiento de Cohetes de la brigada cumplió tareas de ataque con fuego al enemigo en la dirección de Zaporiyia durante ese tiempo .   
En octubre y noviembre de 2022, las unidades de la brigada participaron en la liberación de la parte derecha de la región de Jersón. Los combatientes de la 63ª brigada fueron de los primeros en entrar en la ciudad liberada de Jerson el 11 y 12 de noviembre de 2022. 
Desde febrero hasta diciembre de 2023, la 41ª GSADn de la 63ª brigada cumplió de manera desinteresada tareas de combate en apoyo de las fuerzas mediante artillería y lucha contrabatería como parte del Grupo Táctico "Grim" (región de Jerson). Gracias a las acciones profesionales de los artilleros de la brigada, se destruyó una gran cantidad de equipos y personal enemigo. 

### Batalla de Bajmut
Desde el 3 de diciembre de 2022 hasta el 3 de febrero de 2023, la brigada cumplió con tareas de combate como parte de la OUV "Soledar". Las unidades defendieron valientemente los ataques del enemigo, tanto en la misma ciudad de Bajmut como en sus alrededores (en las zonas de los asentamientos de Klištiivka, Ivánivske). Principalmente, las fuerzas enemigas estaban compuestas por miembros del PMC Wagner . 

### Defensa de Limán
Desde el 3 de marzo de 2023 hasta el presente, la brigada lleva a cabo tareas como parte de la OTU "Starobilsk" (anteriormente OTU "Lyman"), librando combates defensivos cerca de los asentamientos de Dibróva, Zarichne, Torské y Yampil en la región de Donetsk.
A principios de 2024, en lugar del coronel Petro Skiba, el comandante de la 63ª brigada fue nombrado el teniente coronel de 34 años Pavlo Yurchuk. Realizó una serie de reformas internas, en particular, apostó por oficiales "jóvenes" y prometedores, además de combinar el trabajo de la artillería, los drones, los tanques y la infantería durante la repulsión de los asaltos.

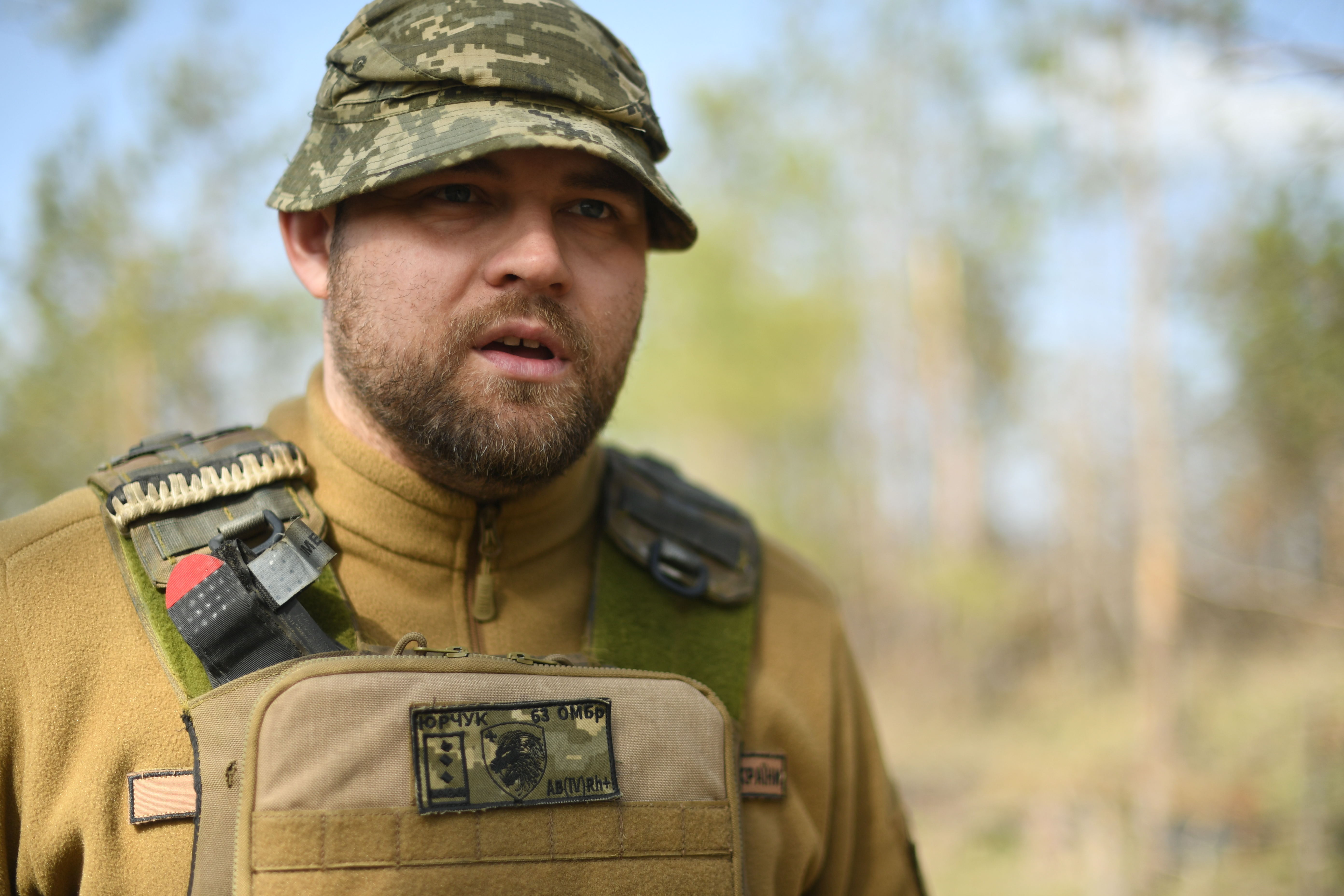
Comandante de la 63ª Brigada de las Fuerzas Armadas de Ucrania Pavlo Pavlovych Yurchuk

Gracias al profesionalismo, la determinación y la valentía personal de los militares de la brigada, que se encontraban en constante contacto con el enemigo en la línea de enfrentamiento directo, lograron tomar el control de las posiciones en su zona de responsabilidad y mantenerlas en el menor tiempo posible. Además de destruir al enemigo, el personal de la brigada capturó a varios soldados enemigos, incluido un capitán, comandante de la compañía.
Acciones de asalto
A lo largo de 2024, el enemigo llevó a cabo más de 300 intentos de asalto, tanto con el uso de equipos como exclusivamente con infantería, sin el apoyo de artillería. Las acciones de asalto más activas tuvieron lugar el 16 de enero, 18 de enero, 16 de febrero, 8 de abril, 15 de abril, 18 de abril, 17 de junio, 10 de septiembre, 21 de septiembre, 4 de octubre, 6 de octubre, 20 de octubre, 4 de noviembre, 18 de noviembre, 26 de noviembre y 16 de diciembre. Gracias a la detección temprana de las intenciones del enemigo y a la siembra de minas de manera remota, todos los asaltos fueron rechazados con éxito, el enemigo fue destruido y el equipo fue quemado.
Sin embargo, en ocasiones, las fuerzas ocupantes lograron romper la defensa de la 63ª brigada y capturar algunas posiciones. No obstante, gracias a una rápida respuesta, el enemigo no pudo afianzarse en esos puntos ni construir fortificaciones defensivas.
Pérdidas enemigas en 2024
Al finalizar el 2024, la 63ª brigada infligió pérdidas colosales al enemigo en personal y equipos destruidos. Gracias al trabajo coordinado de la inteligencia, la artillería, los tanques, los drones y los medios de guerra electrónica, se destruyeron y se hirieron a cerca de 7.000 ocupantes, se derribaron más de 2.000 UAV, se incendiaron 50 tanques y 70 vehículos blindados de combate, además de destruir dos sistemas BM-21 "Grad" y dos sistemas TOC "Sontsepiok". 
Se estima que en 2024, el enemigo logró tomar 4,3 kilómetros cuadrados de territorio en el área de responsabilidad de la 63ª brigada, pero las fuerzas ucranianas consiguieron recuperar 4,2 kilómetros cuadrados. De esta manera, las ganancias del enemigo durante el año fueron de solo 100 metros cuadrados, aunque a un costo muy alto. 